# Roberta Peters
Pour les articles homonymes, voir Peters.
Roberta Peters (nom de scène de Roberta Petermann), née le 4 mai 1930 à New York et morte le 18 janvier 2017  à New York, est une soprano colorature américaine, vedette au Metropolitan Opera de New York pendant de nombreuses années (1950-85).

## Biographie
Roberta Peters commence ses études de chant à l'âge de 13 ans avec William Hermann, sur les conseils du ténor Jan Peerce, un ami de la famille. Après six années d'études intensives (solfège, chant, répertoire, langues) Hermann la présente à l'impresario Sol Hurok, qui arrange pour elle une audition avec Rudolf Bing, le directeur général du Metropolitan Opera. Il lui fait chanter à sept reprises le deuxième air de la Reine de la nuit de Die Zauberflöte de Mozart, l'écoutant de différents endroits du théâtre pour s'assurer de la portée de sa voix. Elle repart avec un contrat en poche pour un début prévu en mars 1951.
Cependant, le 17 novembre 1950, elle reçoit un appel de Bing, lui offrant de chanter Zerline de Don Giovanni le soir même, en remplacement d'une soprano tombée malade. C'est ainsi que, sans aucune préparation, Roberta Peters fait ses débuts à l'âge de 20 ans, dans l'un des plus prestigieux théâtres lyriques du monde. Le public l'accueille avec enthousiasme et c'est le début d'une longue histoire d'amour entre la soprano et le public new-yorkais.
Elle s'affirme aussitôt dans les rôles de soubrettes et de coloratures, tels Susanna, Zerlina, Despina, Rosina, Adina, Norina, ajoutant les rôles de Lucia et Gilda, Sophie et Zerbinetta, etc.
Elle se produit aussi aux opéras de San Francisco et Chicago. Au début de sa carrière dans les années 1960, elle a joué sous la direction d'Alfredo Antonini dans une série de concerts « Italian Night » au Stade Lewisohn à New York À l'étranger elle chante au Royal Opera House de Londres dès 1951, dans The Bohemian Girl de Balfe, dirigé par Thomas Beecham. À compter de 1957, elle parait dans plusieurs théâtres en Italie, mais jamais à La Scala. Dans les années 1960, elle est invitée à l'Opéra de Vienne et au festival de Salzbourg, spécialement en Reine de la Nuit avec Karl Böhm. Elle parait aussi au Théâtre Bolchoï à Moscou en 1972. 
Tout au long de sa carrière, Peters fait de nombreuses apparitions à la radio et la télévision américaine. Au fil des ans Peters ajoute des rôles plus lyriques à son répertoire tels que Lakmé, Manon, et à quelques reprises Violetta de La traviata et Mimi de La Bohème. 
Roberta Peters fut mariée brièvement au baryton Robert Merrill en 1952. Elle se remarie en 1955 avec Bertram Fields, mariage qui ne s'arrête qu'à la mort de ce dernier, en 2010. Elle se retire de la scène en 1985, mais continue à se produire en concert.
Elle meurt le 18 janvier 2017 à New York City.

## Discographie
- Gluck, Orphée et Eurydice - Risë Stevens, Lisa Della Casa, Roberta Peters - Chœurs et orchestre de l'Opéra de Rome, Pierre Monteux
- Mozart, Les Noces de Figaro - Lisa della Casa, George London, Roberta Peters, Giorgio Tozzi, Rosalind Elias - Chœurs et orchestre de l'Opéra de Vienne, Erich Leinsdorf
- Mozart, La Flûte enchantée - Evelyn Lear, Roberta Peters, Fritz Wunderlich, Dietrich Fischer-Dieskau, Franz Crass - Chœurs et orchestre philharmonique de Berlin, Karl Böhm
- Rossini, Il barbiere di Siviglia - Robert Merrill, Roberta Peters, Cesare Valletti, Fernando Corena, Giorgio Tozzi - Chœurs et orchestre du Metropolitan Opera, Erich Leinsdorf
- Donizetti, Lucia di Lammermoor - Roberta Peters, Jan Peerce, Philip Maero, Giorgio Tozzi - Chœurs et orchestre de l'Opéra de Rome, Erich Leinsdorf
- Donizetti, Don Pasquale - Fernando Corena, Roberta Peters, Cesare Valletti, Frank Guarrera - Chœurs et orchestre du Metropolitan Opera, Thomas Schippers
- Verdi, Rigoletto - Robert Merrill, Roberta Peters, Jussi Björling, Giorgio Tozzi - Chœurs et orchestre de l'Opéra de Rome, Ionel Perlea
- Strauss, Ariadne auf Naxos - Leonie Rysanek, Roberta Peters, Sena Jurinac, Jan Peerce - Chœurs et orchestre philharmonique de Vienne, Erich Leinsdorf

## Sources
- (en) David Hamilton, The Metropolitan Opera Encyclopedia, Simon & Schuster, New York, 1987,  (ISBN 0-671-61732-X)
- (en) Paul Gruber, The Metropolitan Guide to Recorded Opera, W.W. Norton, New York, 1993,  (ISBN 0-393-03444-5)